# Ogechika Heil
Ogechika Heil (Kassel, Alemania, 27 de noviembre de 2000) es un futbolista alemán. Juega de delantero y su equipo es el Preußen Münster de la 3. Liga de Alemania.

## Trayectoria
En 2016 Heil comenzó a jugar en el KSV Hessen Kassel juvenil desde donde pasó al juvenil del Hamburgo S.V.. Hizo su debut con el Hamburgo el 3 de enero de 2021 ante el SSV Jahn Regensburg sustituyendo a Bakery Jatta en el minuto 90. Aquel encuentro acabó con victoria para el equipo por tres goles a uno. Tras jugar 6 partidos con el Hamburgo hasta final de dicha temporada, fue cedido al equipo neerlandés Go Ahead Eagles de la Eredivisie con el que jugó un total de 28 partidos. 
A inicios de la temporada 2023-24 al SC Preußen Münster.

## Clubes
| Club                     | País         | Año           |
| ------------------------ | ------------ | ------------- |
| Hamburgo S. V.           | Alemania     | 2021-2023     |
| Go Ahead Eagles (cedido) | Países Bajos | 2021          |
| Preußen Münster          | Alemania     | 2023-presente |